# Nagykovácsi Ilona
Nagykovácsi Ilona (Jászárokszállás, 1910. január 27. – Toronto, 1995. június 10.) magyar előadóművész, kora szóhasználatával „dizőz”. Második férje Polgár Tibor zeneszerző, karmester; legtöbb dala is tőle származik.

## Élete
Korábban artista volt és énekelni tanult, majd Rákosi Szidi színiiskoláját végezte el. A Royal Orfeum tagja lett. 1933-ban az Andrássy úti és a Magyar Színház, 1934-től a Terézkörúti Színpad tagjaként szerepelt. 1943-tól a Madách Színházban lett tag. 1944–45-ben Tátra utcai lakásában bújtatta Polgár Tibort, akivel a második világháború után összeházasodott. A következő években a Belvárosi Színház (Molnár Ferenc: Játék a kastélyban – Annie), a Pódium Kabaré, majd a Vidám Színpad tagja lett és kávéházakban is énekelt. 1961-ben férjével az NSZK-ba disszidált. 1964-től Kanadában éltek. Otthonuk az emigráns amerikai magyar művészek találkozóhelye volt.
Drámai erővel énekelte nagy költők (Ady, Géraldy, Villon) megzenésített verseit. Egyéni stílusú előadóestjei műfajteremtő erejűek voltak mind a magyar rádióban, mind a színpadon.

## Filmszerepei
- Maga lesz a férjem (1937) – énekesnő
- Gyurkovics fiúk (1940-41) – az énekesnő az Orfeumban
- Fény és árnyék (1943) – Kende Éva

## Dalai
| A boldogság dala (Nem akartam mást)                       |
| A két kalap                                               |
| A nagyherceg                                              |
| A szerelem dala                                           |
| A tenger (La mer)                                         |
| Akit sodor az ár                                          |
| Álmomban a mennyországban (Horváth Jenő)                  |
| Bár volna száz szivem                                     |
| Begin the beguine                                         |
| Bella Itáliában                                           |
| Bizonyos hogy magával én                                  |
| Bombázó induló - Zúg-búg a bombázógép                     |
| Csupa vágyakozás a szívem                                 |
| Csupán egy perc (Adios Muchachos)                         |
| Egy dalt súg a szél (Száz éve már)                        |
| Egy kicsi tűz (Begin the beguine)                         |
| Egy kis régi utcán (Il Pleut Sur La Route)                |
| Egyetlen csók                                             |
| Érzem, hazudni fogok neked                                |
| Estharang                                                 |
| Esti kertben                                              |
| Ez a perc                                                 |
| Ez lett a vesztünk                                        |
| Falevél, falevél                                          |
| Fehér galamb (La paloma)                                  |
| Fekete hajú kis gimnazista                                |
| Gondolsz-e rám                                            |
| Gyűlöllek                                                 |
| Ha ismerősök beszélnek rólad                              |
| Hadak útján                                               |
| Harangszerenád                                            |
| Harangvirág                                               |
| Havannában                                                |
| Holdvilágos éjszakán                                      |
| I Fell I Shall Tell You                                   |
| Isten oltókése                                            |
| John Anderson, szívem                                     |
| Jóska válasza Panninak (Pannikám, megkaptam leveled)      |
| Jöhet-e még valaki más                                    |
| Jön a fehér karácsony                                     |
| Juditka                                                   |
| Juliskám                                                  |
| Kár, hogy búcsú lett a vége                               |
| Két álmos ember                                           |
| Két kalap                                                 |
| Két kis felhő                                             |
| Kint a tengeren                                           |
| La Cumparsita                                             |
| Ma este nem gondoltam rád                                 |
| Mama                                                      |
| Már néha gondolok a szerelemre                            |
| Márikám (Lili Marleen)                                    |
| Messze százezer csillag ég                                |
| Mi lesz velem, ha elhagysz                                |
| Miért                                                     |
| Míg álom szál - Narcissus                                 |
| Minden délután                                            |
| Mire gondol hadnagy úr                                    |
| Nausikaa                                                  |
| Ne bántsd a magyart                                       |
| Nem kell a szó                                            |
| Ó, ha egyszer én is                                       |
| Ó, mért is láttalak meg                                   |
| Odalenn délen (South of the border)                       |
| Olyan szerelmes vagyok beléd                              |
| Őszi álom                                                 |
| Panni üzenet a harctérre (Jóska lelkem, elküldöm tenéked) |
| Pókháló                                                   |
| Rió Rita                                                  |
| Semmi sem történt talán(La vie en rose)                   |
| Si, si, si (Penny szerenád)                               |
| Szenyorita                                                |
| Szeptember                                                |
| Szeretlek míg csak élsz                                   |
| Szívdobogás(Kihült a szívem rég)                          |
| Szívemből égő muzsika száll                               |
| Tango Bolero                                              |
| Te vagy a napfény (1944)                                  |
| Te vagy az igazi mégis                                    |
| Tengerész, ó szívem tengerész                             |
| Toselli szerenádja                                        |
| Várlak én (J' attendrai)                                  |
| Zúg a zene                                                |

## Magyar Rádió
Nagykovácsy Ilona énekelte
- Kemény Egon – Juhász Gyula: Testamentom
- Kemény Egon – Juhász Gyula: Milyen volt... A Rádiózenekart (46 tagú) Polgár Tibor vezényelte.
- Kemény Egon – Juhász Gyula: Szerelem?
- Kemény Egon – Kosztolányi Dezső: A lámpagyújtó éneke

„Kemény Egon az ismert kitűnő zeneszerző megzenésítette Juhász Gyulának, a tragikus körülmények között elhunyt költőnek öt költeményét. Az öt vers a "Milyen volt...", a "Testamentom", a "Tápai Krisztus", "Tápai lagzi" és a "Szerelem". Az új Juhász Gyula-dalok egy részét Nagykovácsy Ilona nagy sikerrel bemutatta a rádióban, a többit legközelebb rádióhangversenye alkalmából adja elő. 
8 Órai Ujság 1939. szeptember 19.”

## Diszkográfia
[csak a CD-n megjelent felvetélek]
- Ez lett a vesztünk. Nagykovácsi Ilona dalai (2002) Rózsavölgyi és Társa RÉTCD 017
- Énmellettem elaludni nem lehet. Polgár Tibor dalai Rózsavölgyi és Társa RÉTCD 57 [négy dal Nagykovácsi Ilonával]

## Könyve
- Fény és árnyék. Toronto, 1982. Vörösváry Publishing. ISBN 0489004212198

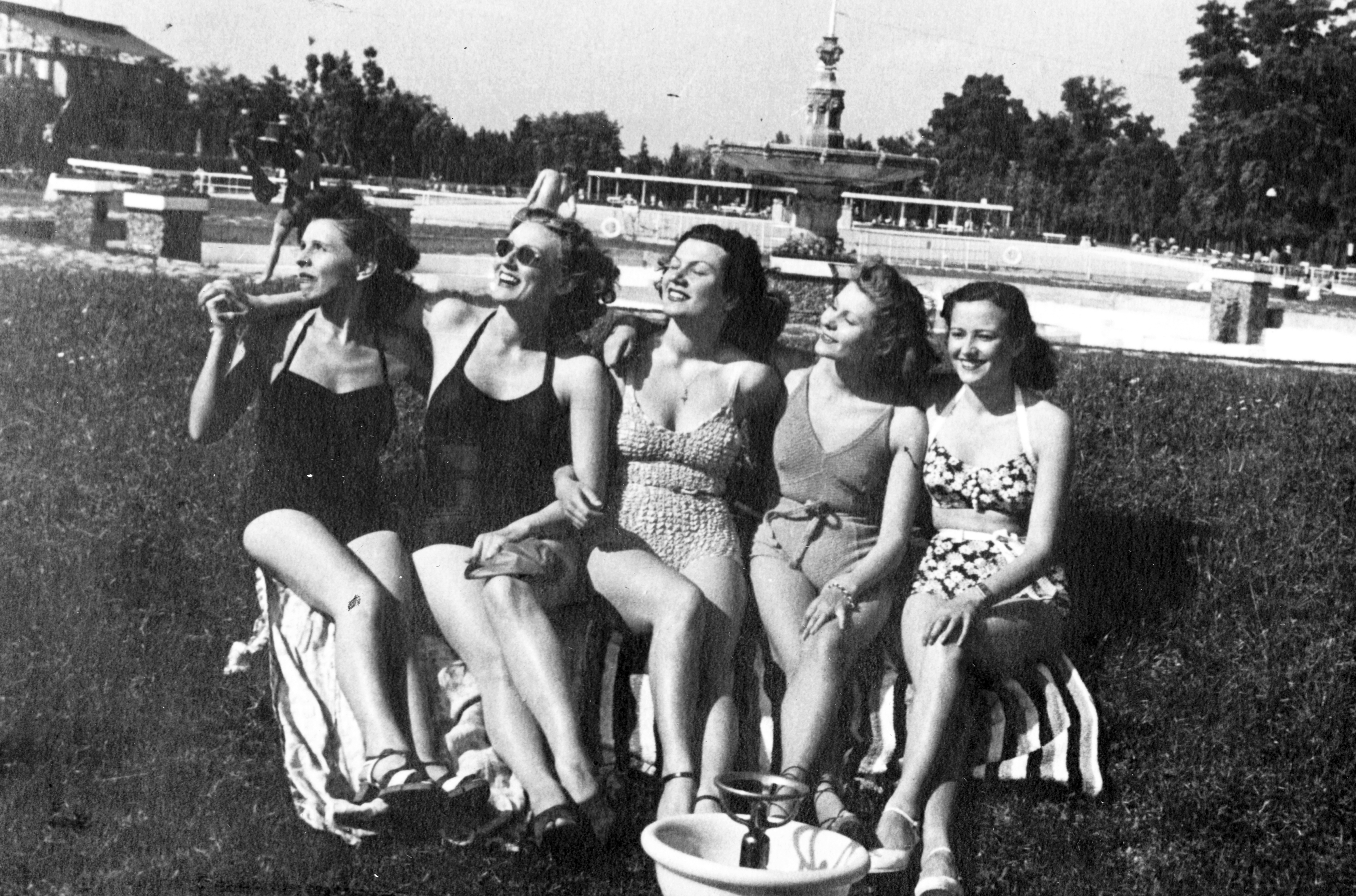
A Palatinuson; balról jobbra: Nagykovácsi Ilona, Simor Erzsi, Somló Vali, Egry Mária, Lengyel Irén